# San Nicolás, Querétaro Arteaga
San Nicolás är en ort i Mexiko.   Den ligger i kommunen Tequisquiapan och delstaten Querétaro Arteaga, i den sydöstra delen av landet, 140 km nordväst om huvudstaden Mexico City. San Nicolás ligger 1 898 meter över havet och antalet invånare är 4 632.
Terrängen runt San Nicolás är kuperad söderut, men norrut är den platt. Runt San Nicolás är det ganska tätbefolkat, med 149 invånare per kvadratkilometer. Närmaste större samhälle är San Juan del Río, 11,6 km sydväst om San Nicolás. I omgivningarna runt San Nicolás växer huvudsakligen savannskog.